# Fujiwara no Akihira

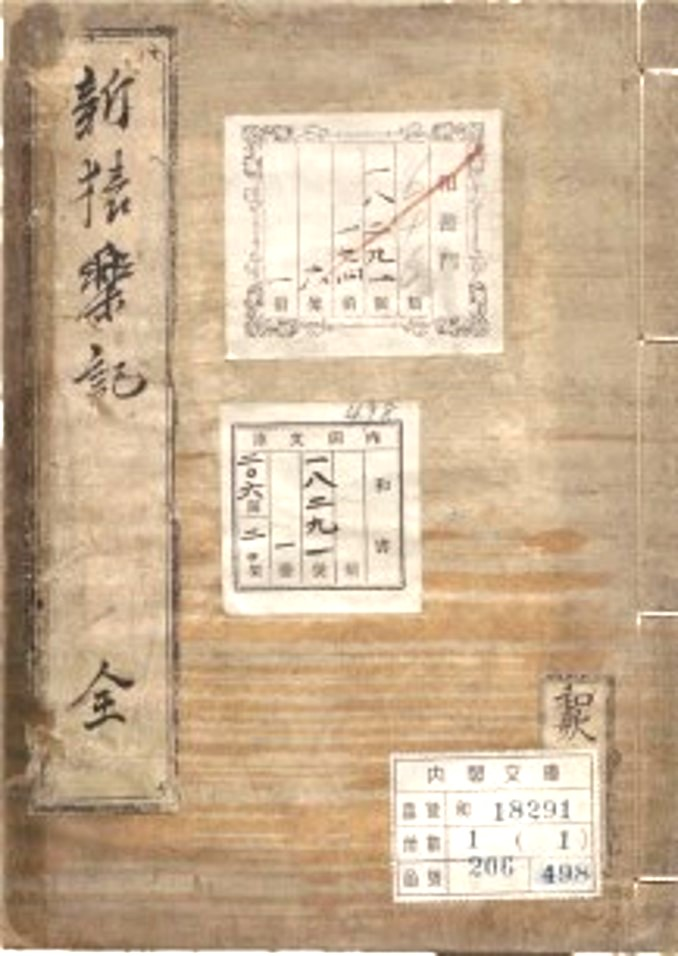
Shin Sarukgakuki

Fujiwara no Akihira (japanisch 藤原 明衡; geboren um 989; gestorben 14. November 1066) war ein japanischer Adeliger und Dichter während der Heian-Zeit.

## Leben und Wirken
Fujiwara no Akihira war ein Literat der Oberklasse. Er war ein Nachkomme des Fujiwara Umakai (藤原 宇合; 694–737), einem Mitglied einer der vier Fujiwara-Familien. Sein Vater, Fujiwara no Atsunobu (藤原 敦信), war ein Literaturwissenschaftler, der als Dozent für Fujiwara no Michinagas Sohn Fujiwara no Yorimichi fungierte. Seine Mutter war die Tochter von Yoshimine no Moroki (良岑 英材; 862–920) und ihre weiteren Kinder Atsuki (敦基) und Atsumitsu (敦光) wurden beide Literaturprofessoren. Akihira führte die Arbeit seines Vaters fort und war mit chinesischen Studien sowie mit der japanischen Poesie bestens vertraut.
Im Jahr 1004 wurde Akihira im Alter von 16 Jahren ein Vorschüler im Monjō-in (文章院), der Ausbildungsstätte im Rahmen des Ritsuryō-Systems, und im Jahr 1004, im Alter von 26 Jahren, wurde er dann Hauptschüler. Allerdings war er kein traditioneller Konfuzianist, und sein Aufstieg in die Regierungsränge verlief langsam. Als er in seinen Vierzigern war, bereitete er sich während der Chōgen-Ära (1028–37) erfolgreich auf die Beamtenprüfung vor. Während dieser Zeit seiner Karriere als Literat gab es zwei Vorfälle in Akihiras Leben. Die eine war, dass er im Jahr 1034, als er 46 Jahre alt war, den Schülern die Antworten auf Prüfungen innerhalb des Ministeriums für Zeremonien (式部省, Shikibu-shō) von außerhalb beibrachte, und die andere besagt, dass er im Jahr 1034, als er 46 Jahre alt war, er den Schülern die Antworten auf Prüfungen für Literaturstudenten beibrachte.
Während der Regierung von Kaisers Go-Reizei bekleidete Akihira aufeinanderfolgende Positionen wie Shikibu Shōyū (式部少輔) und Saemon no Jō (左衛門尉), aber im Alter von 70 Jahren im Jahr 1058 hatte er immer noch die niedrige Position von Shikibu Shōyū inne. Danach fungierte er als Präsident der Ausbildungsstätte für den Adel und ab 1060 sowohl als Gelehrter der Schriftstellerei als auch als Gelehrter am Tōgū (東宮), der Kronprinzen-Residenz. Obwohl Akihira zu dieser Zeit ein großes Talent zeigte, hatte er in Bezug auf den offiziellen Rang Pech. Die Empfehlungsschreiben, die er viele Male in der Hoffnung auf eine Beförderung in den ersten Rang einreichte, sind noch erhalten. Akihiras bemerkenswerteste Leistung, die sein Leben im Alter von fast 80 unglücklichen Jahren beendete, war die Zusammenstellung von 14 Bänden von „Honchō Monzui“ (本朝文粋). Dies ist eine Auswahl von 427 Gedichten berühmter Familien aus über 200 Jahren und 17 Generationen von der der Zeit des Kaisers Saga bis zu Kaiser Go-Ichijō, als „Literatur-Auswahl“ (文選, Bunsen) ein Juwel der sinojapanischen Literatur der Heian-Zeit.
Als Mustersammlung von Briefen gibt es das „Meigō Ōrai“ (明衡往来), auch bekannt als „Unshū no Shōsoku“ (雲州消息) – etwa „Äußerungen des Unshū“, das der chinesischen Kalligraphie nachempfunden war und großen Einfluss auf spätere Generationen hatte. Weiter hinterließ er „Shin Sarugakuki“ (新猿楽記), auch „Shin Sarugōki“ gelesen, von dem man sagen kann, dass es sich um ein umfassendes Werk über Handwerker der oberen und unteren Schichten der Heian-Gesellschaft handelt. Zum Teil gehört es zur satirischen Literatur, verdient besondere Aufmerksamkeit. Schließlich hinterließ Akihira „Honchō Hideku“ (本朝秀句), eine Sammlung von Gedichten.